# شاهبوز ايركينوف
شاهبوز ايركينوف (16 يوليو 1986 بطشقند في أوزبكستان - ) هو لاعب كرة قدم روسي وأوزبكستاني في مركز الهجوم. شارك مع منتخب أوزبكستان تحت 20 سنة لكرة القدم ومنتخب أوزبكستان تحت 23 سنة لكرة القدم ومنتخب أوزبكستان لكرة القدم. أما مع النوادي، فقد لعب مع نادي باختاكور طشقند ونادي باس همدان ونافباخور نامانجان ونادي سوغديانا جيزك وFC Mash'al ‏ وFC Shurtan ‏ واجمك اف سي.

## روابط خارجية
- شاهبوز ايركينوف على موقع قاعدة بيانات كرة القدم.إي يو (الإنجليزية)
- شاهبوز ايركينوف على موقع ناشيونال فوتبول تيمز (الإنجليزية)
- شاهبوز ايركينوف على موقع Soccerway.com (الإنجليزية)
- شاهبوز ايركينوف على موقع عالم كرة القدم.نت (الإنجليزية)